# Julia Dorn
Julia Dorn (geboren 1969) ist eine deutsche Juristin. Sie ist seit 2011 Richterin am Bundespatentgericht in München.

## Beruflicher Werdegang
Julia Dorn war Richterin am Landgericht, bis sie am 31. August 2011 zur Richterin an das Bundespatentgericht berufen wurde.
Zunächst war sie in einem Marken-Beschwerdesenat eingesetzt, ab 2015 war sie auch rechtskundiges Mitglied in einem Technischen Beschwerdesenat, ab 2017 in einem Nichtigkeitssenat.
Außerdem ist Julia Dorn Heilpraktikerin für Psychotherapie und Systemische Tanztherapeutin und hat eine Fortbildung in Körperorientierter Traumatherapie absolviert. Sie leitet verhaltensorientierte Seminare zur Persönlichkeitsentwicklung und Prävention u. a. für Richter und Staatsanwälte.

## Mitgliedschaften
- Mitglied im Berufsverband der TanztherapeutInnen Deutschlands e.V.[5]